# Galium belizianum
Galium belizianum är en måreväxtart som beskrevs av Ortega Oliv., Devesa och Rodr.Riaño. Galium belizianum ingår i släktet måror, och familjen måreväxter. Inga underarter finns listade i Catalogue of Life.